# Pitcairnia olivaestevae
Pitcairnia olivaestevae är en gräsväxtart som beskrevs av Jason Randall Grant. Pitcairnia olivaestevae ingår i släktet Pitcairnia och familjen Bromeliaceae. Inga underarter finns listade i Catalogue of Life.

## Bildgalleri

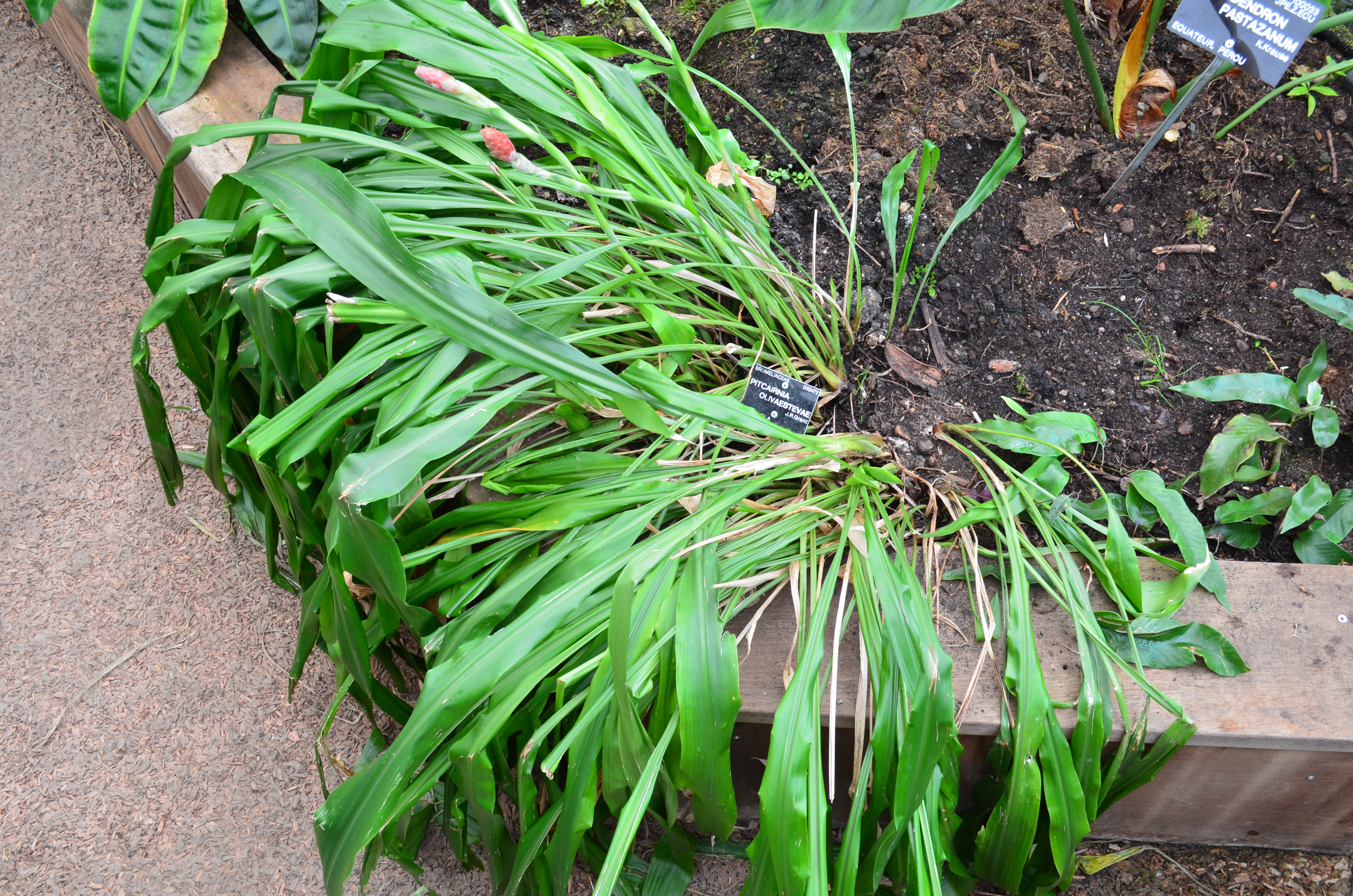